# Thorp (condado de Clark, Wisconsin)
Thorp es un pueblo ubicado en el condado de Clark en el estado estadounidense de Wisconsin. En el Censo de 2010 tenía una población de 808 habitantes y una densidad poblacional de 8,97 personas por km².

## Geografía
Thorp se encuentra ubicado en las coordenadas 44°59′45″N 90°52′14″O / 44.99583, -90.87056. Según la Oficina del Censo de los Estados Unidos, Thorp tiene una superficie total de 90.07 km², de la cual 89.59 km² corresponden a tierra firme y (0.53%) 0.48 km² es agua.

## Demografía
Según el censo de 2010, había 808 personas residiendo en Thorp. La densidad de población era de 8,97 hab./km². De los 808 habitantes, Thorp estaba compuesto por el 97.52% blancos, el 0% eran afroamericanos, el 0.12% eran amerindios, el 0.25% eran asiáticos, el 0.12% eran isleños del Pacífico, el 0.87% eran de otras razas y el 1.11% pertenecían a dos o más razas. Del total de la población el 1.73% eran hispanos o latinos de cualquier raza.